# Størrelsesforhold
Størrelsesforhold, også kaldet målestoksforhold og skala, angiver forholdet mellem en afbildet ting, distance, område etc. og virkeligheden.
Størrelsesforhold bruges i stort omfang indenfor modelbygning, arkitektur og kortlægning.

## Formindskelse
Hvor afbildningen (typisk model eller kort) er mindre end virkeligheden, angives størrelsesforholdet med 1:X (udtales en til X), hvilket vil sige at en enhed på afbildningen svarer til X enheder i virkeligheden. For kort og tegninger gælder, at jo større X er, jo større er det viste område i virkeligheden. Modsat gælder for modeller, at jo større X er, jo mindre er modellen i forhold til forbilledet.
Omsat til praksis vil det sige, at 1 cm på et kort i 1:15.000 svarer til 15.000 cm (150 m) i virkeligheden. Mens en person, der måler 160 cm i virkeligheden, ville være 1 cm, hvis der lavedes en model af vedkommende i 1:160, men 5 cm hvis modellen var i 1:32.
Ved bykort, kortbøger og atlas vil det ofte være aktuelt med kort i forskellige størrelsesforhold. Et bykort kan for eksempel have et stort kort over hele byen i 1:25.000, der suppleres af et mindre kort i 1:10.000 over centrum. Det lille kort vil så vise det samme område som et udsnit af det store men med bedre muligheder for at vise detaljer som små sidegader og seværdigheder. Tilsvarende kan atlas have kort i forskellige størrelsesforhold, alt efter om der skal vises enkelte lande eller hele verdensdele, eller der er tale om tematiske kort, der skal vises principielle forhold som klima, befolkningsforhold eller politik.
Tidligere brugtes en noget omvendt betegnelse af størrelsesforhold ved kort. Således kunne der tales om 4 cm kort eller 1 cm kort hvor 4 hhv. 1 cm på kortet svarede til 1 km i virkeligheden. Omsat til moderne sprogbrug svarer det til 1:25.000 hhv. 1:100.000.
Blandt modeljernbanefolk benævnes de almindeligst brugte størrelsesforhold ved tal eller bogstaver. 1:32 kaldes for eksempel skala 1, mens 1:160 kaldes skala N. Dette er nærmere omtalt i artiklen Modeltog.

## Forstørrelse
Nogle gange gange kan det være en fordel at forstørre en afbildning af virkeligheden i stedet for at formindske den. Dette benyttes inden for for eksempel maskinbygning, elektronik og makrofotografi. Her angives størrelsesforholdet som X:1, altså det modsatte af ovenfor.
Omsat til praksis vil det sige, at 2 cm på en tegning i 2:1 svarer til 1 cm i virkeligheden.

## Kompromisser
I praksis vil det ofte være nødvendigt at gå på kompromis, når der skal laves kort og modeller. Små men vigtige detaljer risikerer nemlig at blive så små, at de ikke kan ses, endsige afbildes. I disse tilfældes gøres disse større. På kort benyttes desuden signaturer med faste størrelser af hensyn til overskueligheden. Veje og jernbaner angives således ofte med faste bredder, uanset hvor mange spor de har i virkeligheden. Tilsvarende kan benyttes faste signaturer for byer, hospitaler, lufthavne, seværdigheder og andre lokaliteter, alt efter kortets størrelsesforhold og hvad der prioriteres vist.
I andre tilfælde kan det være aktuelt med fortegninger. Det kan være ved kort, hvor trafikårernes forbindelser med hinanden er vigtigere at vise end deres nøjagtige placering i virkeligheden. Men det gælder også ved alle verdenskort, hvor det simpelthen ikke er muligt at skære den runde klode op, sådan at den kan vises nøjagtigt på et almindeligt firkantet kort. Her kan kun en globus gengive verdenen korrekt.
Ved skematiske kort opgives størrelsesforhold helt. Kort over for eksempel undergrundsbaner vil således prioritere at vise linjernes forløb og stationernes placering i forhold til hinanden og ikke deres virkelige placering. Det betyder at stationer vil blive vist med samme afstand på et kort, uanset om der er 500 m eller 10 km imellem dem.

## Huskeregel
Hvad der skal på hvilken side af kolon af størrelsesforhold kan siges med huskereglen: T:V (Tegning:Virkelighed). Det gælder uanset om der er tale om forstørrelse eller formindskelse.